# Valkiassaarenrahka
Valkiassaarenrahka är en mosse i Finland, i Pöytis, tillhörande Kurjenrahka nationalpark, öster om regionalväg 204 (Säkylävägen) i motsats till resten av nationalparken. Den ligger i landskapet Egentliga Finland, i den sydvästra delen av landet, 150 km väster om huvudstaden Helsingfors.
Delar av mossen är dikade. Vandringsleden Haukkavuoren reitti (10 km) mellan nationalparkens informationsstuga och Haukkavuori (nära Riihikoski och regionalväg 41 mot Tammerfors) leder över mossen.